# Caetano Mendes
Caetano Mendes is een plaats in de Braziliaanse gemeente Tibagi in de deelstaat Paraná.